# Брайън Де Палма
Брайън Де Палма (на английски: Brian De Palma) е американски кино-режисьор и сценарист, роден през 1940 година. 
В хода на кариерата си, надхвърляща четири десетилетия, Де Палма се превръща в един от популярните филмови режисьори в киноиндустрията. Произведенията му: Белязаният (1983) и Недосегаемите (1987) достигат статус на световни филмови класики. Той е сред хората, насърчили кариерите на такива актьори като Робърт Де Ниро и Джон Райли.

## Биография

### Младост
Роден е като Брайън Ръсел Де Палма на 11 септември 1940 година в Нюарк, щат Ню Джърси. Родителите му – Вивиън и Антъни Фредерик Де Палма са от италиански, римокатолически произход. Баща му е хирург – ортопед. Малкият Брайън израства във Филаделфия, Пенсилвания и Ню Хампшър, посещавайки поредица от протестантски и квакерски училища.
След дипломирането си в гимназията Де Палма посещава Колумбийският университет като студент по физика. Той обаче остава очарован от кинематографичния процес след като гледа филмите Гражданинът Кейн на Орсън Уелс и Вертиго на Алфред Хичкок. Вследствие в началото на 1960-те след университета Де Палма се записва в театралния департамент на колежа „Сара Лаурънс“. Едно сдружение от тези години с Уилфорд Лийч дава резултат във филма „Сватбеното тържество“, където двамата режисьори включват начинаещият актьор Робърт Де Ниро. Произведението е заснето през 1963 година, но е издадено чак през 1969 година, когато името на Брайън Де Палма достига значителна популярност всред кинематографичната сцена на Гринуич Вилидж в Манхатън.

## Избрана филмография
| година | филм                        | оригинално заглавие         | бележки                            |
| ------ | --------------------------- | --------------------------- | ---------------------------------- |
| 1968   | Приветствия                 | Greetings                   | Берлинале - 1 награда; 1 номинация |
| 1970   | Здрасти, мамо!              | Hi, Mom!                    |                                    |
| 1972   | Запознайте се със своя заек | Get to Know Your Rabbit     |                                    |
| 1972   | Сестри                      | Sisters                     |                                    |
| 1974   | Фантомът на Рая             | Phantom of the Paradise     |                                    |
| 1976   | Мания                       | Obsession                   |                                    |
| 1976   | Кари                        | Carrie                      |                                    |
| 1978   | Ярост                       | The Fury                    |                                    |
| 1980   | Домашни филми               | Home Movies                 |                                    |
| 1980   | Облечена да убива           | Dressed to Kill             |                                    |
| 1981   | Изстрелът                   | Blow Out                    |                                    |
| 1983   | Белязаният                  | Scarface                    |                                    |
| 1984   | Дубльорката                 | Body Double                 |                                    |
| 1986   | Мафиоти                     | Wise Guys                   |                                    |
| 1987   | Недосегаемите               | The Untouchables            | Сезар - номинация                  |
| 1989   | Жертви на войната           | Casualties of War           |                                    |
| 1990   | Кладата на суетата          | The Bonfire of the Vanities |                                    |
| 1992   |                             | Raising Cain                |                                    |
| 1993   | Пътят на Карлито            | Carlito's Way               |                                    |
| 1996   | Мисията невъзможна          | Mission: Impossible         |                                    |
| 1998   | Змийски очи                 | Snake Eyes                  |                                    |
| 2000   | Мисия до Марс               | Mission to Mars             |                                    |
| 2002   | Фатална жена                | Femme Fatale                |                                    |
| 2006   | Черната далия               | The Black Dahlia            | Венеци - номинация                 |
| 2007   | Редактиран                  | Redacted                    | Награда от Амнести Интернешънъл    |
| 2019   | Страст                      | Passion                     |                                    |
| 2019   | Домино                      | Domino                      |                                    |